# اولنووو (شهرستان اوسترودا)
اولنووو (به لهستانی:  Ulnowo) یک روستا در لهستان است که در گمینا گرونوالد واقع شده‌است. اولنووو ۱۰۰ نفر جمعیت دارد.